# Medellín y Pigua 4.ª Sección (El Aguacate)
Medellín y Pigua 4.ª Sección (El Aguacate) es una localidad del municipio de Centro ubicado en la subregión centro del estado mexicano de Tabasco.

## Geografía
La localidad de Medellín y Pigua 4.ª Sección (El Aguacate) se sitúa en las coordenadas geográficas 18°04′48″N 92°50′27″O / 18.080000, -92.840833, a una elevación de 3 metros sobre el nivel del mar.

## Demografía
Según el Conteo de Población y Vivienda 2020, efectuado por el Instituto Nacional de Estadística y Geografía, la localidad de Medellín y Pigua 4.ª Sección (El Aguacate) tiene 297 habitantes, de los cuales 147 son del sexo masculino y 150 del sexo femenino. Su tasa de fecundidad es de 2.93 hijos por mujer y tiene 87 viviendas particulares habitadas.
| Gráfica de evolución demográfica de Medellín y Pigua 4.ª Sección (El Aguacate) entre 1990 y 2020 |
|                                                                                                  |
| INEGI.                                                                                           |